# Port Hardy
Pour les articles homonymes, voir Hardy.
Port Hardy est une localité de Colombie-Britannique, au nord de l'île de Vancouver, au Canada.
Port Hardy est nommé d'après Thomas Hardy, officier de marine britannique.

## Géographie

### Démographie
| 2001  | 2006  | 2011  | 2016  |
| ----- | ----- | ----- | ----- |
| 4 574 | 3 822 | 4 008 | 4 132 |

### Climat
| Mois                                  | jan.       | fév.       | mars       | avril     | mai       | juin      | jui.      | août      | sep.      | oct.      | nov.       | déc.       | année      |
| ------------------------------------- | ---------- | ---------- | ---------- | --------- | --------- | --------- | --------- | --------- | --------- | --------- | ---------- | ---------- | ---------- |
| Température minimale moyenne (°C)     | 1,8        | 1,4        | 2          | 3,4       | 6,1       | 8,7       | 10,7      | 10,7      | 8,5       | 5,7       | 3          | 1,3        | 5,3        |
| Température moyenne (°C)              | 4,2        | 4,4        | 5,5        | 7,3       | 10,1      | 12,3      | 14,3      | 14,4      | 12,2      | 8,8       | 5,5        | 3,7        | 8,6        |
| Température maximale moyenne (°C)     | 6,5        | 7,3        | 8,9        | 11,2      | 13,9      | 15,9      | 17,8      | 18,1      | 15,8      | 11,8      | 8,1        | 6          | 11,8       |
| Record de froid (°C) date du record   | −14,4 1950 | −11,8 1989 | −12,8 1951 | −3,4 2020 | −1,5 2013 | 1,7 1972  | 2,8 1949  | 3,3 1973  | −1,2 2019 | −5,4 1984 | −12,5 1985 | −12,2 1968 | −14,4 1950 |
| Record de chaleur (°C) date du record | 13,8 2015  | 16,7 1992  | 19,8 1994  | 23,3 1987 | 33,4 1983 | 31,7 1955 | 26,7 1961 | 28,7 2010 | 26,8 2017 | 25,6 1987 | 18,9 1949  | 14,8 1980  | 33,4 1983  |
| Ensoleillement (h)                    | 51,4       | 73,9       | 114,2      | 143,2     | 174,7     | 165,8     | 201,8     | 189,2     | 150       | 95,5      | 56,3       | 46,3       | 1 462,4    |
| Précipitations (mm)                   | 247        | 160,2      | 159,7      | 125       | 79,3      | 80,7      | 53,7      | 73,1      | 109,6     | 256,7     | 311,7      | 250,9      | 1 907,6    |
| dont neige (cm)                       | 12,4       | 8,8        | 4,9        | 1,5       | 0,1       | 0         | 0         | 0         | 0         | 0,1       | 3,9        | 10,8       | 42,7       |
| Nombre de jours avec précipitations   | 22,6       | 18         | 21,1       | 18,9      | 16,3      | 15,7      | 11,2      | 11,9      | 14,5      | 21,8      | 23,3       | 21,6       | 216,9      |
| Humidité relative (%)                 | 81,8       | 76,6       | 72,9       | 70        | 69,6      | 72,2      | 72,6      | 74,8      | 77,8      | 81,1      | 82,5       | 82,6       | 76,2       |
| Nombre de jours avec neige            | 3,5        | 2,5        | 2          | 1,1       | 0,1       | 0         | 0         | 0         | 0         | 0,2       | 1,6        | 3,7        | 14,6       |

| Diagramme climatique                                  |             |           |            |             |             |              |              |              |              |           |           |
| J                                                     | F           | M         | A          | M           | J           | J            | A            | S            | O            | N         | D         |
| 6,51,8247                                             | 7,31,4160,2 | 8,92159,7 | 11,23,4125 | 13,96,179,3 | 15,98,780,7 | 17,810,753,7 | 18,110,773,1 | 15,88,5109,6 | 11,85,7256,7 | 8,13311,7 | 61,3250,9 |
| Moyennes : • Temp. maxi et mini °C • Précipitation mm |             |           |            |             |             |              |              |              |              |           |           |

## Jumelage
- Numata (Hokkaidō) (Japon)